# دنیلا نوناست
دنیلا نوناست (انگلیسی: Daniela Neunast؛ زادهٔ ۱۹ سپتامبر ۱۹۶۶) قایقران روئینگ اهل آلمان بود.
وی در مسابقات کشوری و بین‌المللی در مجموع برندهٔ ۲ مدال طلا، ۲ مدال نقره، ۲ مدال برنز شده‌است.